# Zoltán Várkonyi
Zoltán Várkonyi (n. 13 mai 1912, Budapesta, Austro-Ungaria – d. 10 aprilie 1979, Budapesta, Republica Populară Ungară) a fost un actor, regizor și director de teatru maghiar, distins cu titlurile de artist emerit și maestru al artei și laureat de două ori al premiului Kossuth.

## Biografie

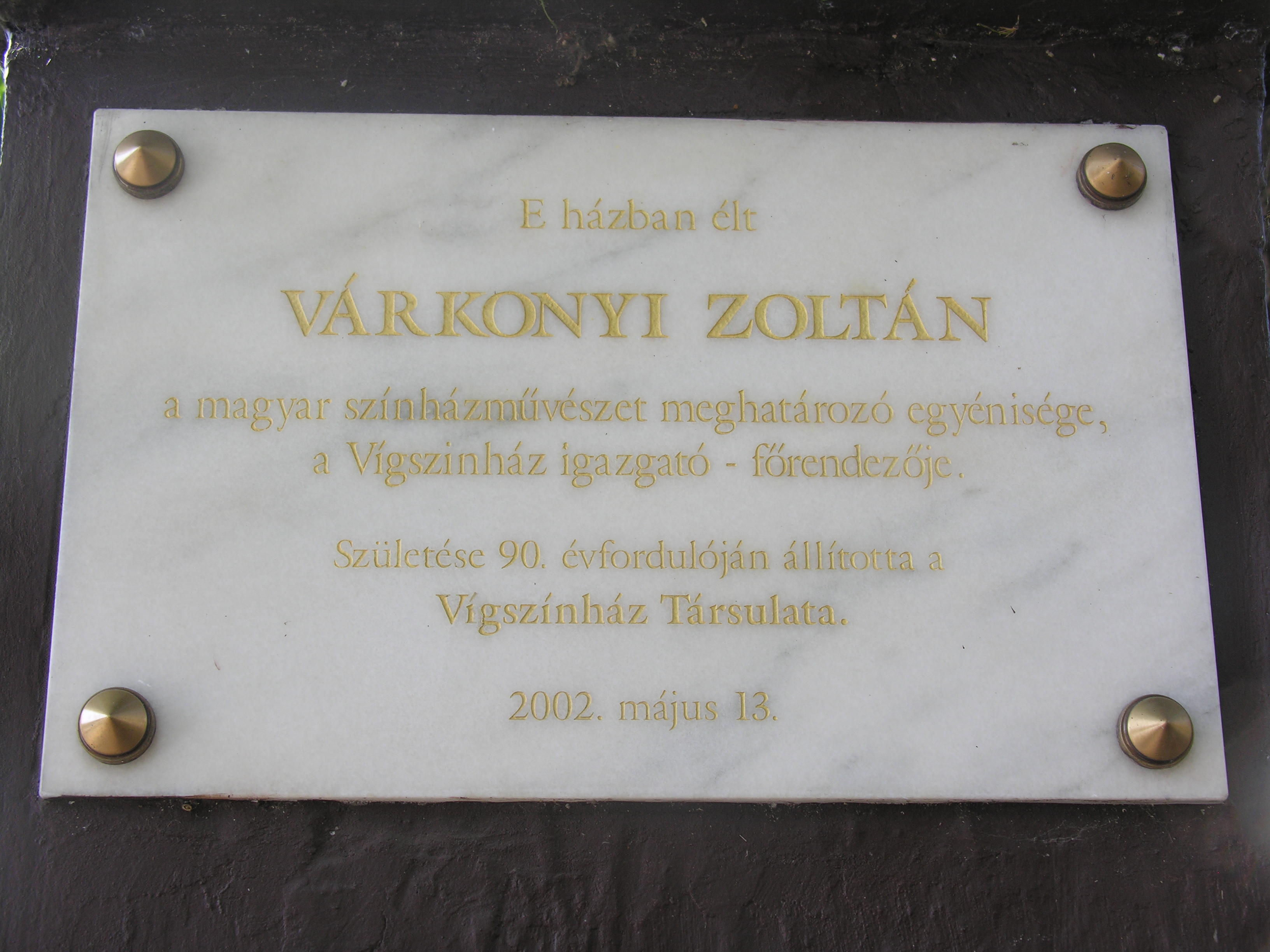
Placă în memoria lui Zoltán Várkonyi pe peretele fostei sale locuințe din sectorul II, strada Nagyajtai nr. 10.

Încă din copilărie a demonstrat un talent actoricesc remarcabil. A absolvit în 1934 cursurile Academiei de Artă Dramatică din Budapesta, după care a fost angajat la Teatrul Național din Budapesta și a jucat câteva roluri în mai multe filme. În perioada 1941-1944 a fost actor la Teatrul Madách din Budapesta. În perioada Holocaustului a rămas în Budapesta și a reușit să supraviețuiască. 
Începând din 1949 a predat la Academia de Teatru și Film din Budapesta, îndeplinind funcția de rector din 1972 până în 1979. A fost angajat la Teatrul Național (1950-1962) și apoi la Teatrul de Comedie (1962-1979). El a fost încântat să-și împărtășească cunoștințele tinerilor actori și i-a promovat pe scenele teatrelor. I-a format din punct de vedere profesional pe artiștii Sándor Pécsi, István Rozsos, György Pálos, Vera Sennyei, Rudolf Somogyvári, Rita Békés și Zoltán Latinovits. L-a întâlnit pe dramaturgul György Bárdy în restaurantul Gödör din Kispest și și-a dat seama de talentul acestuia, punându-i-l în valoare. A regizat spectacole de teatru și filme de cinema și a fost, de asemenea, unul dintre primii artiștii ce au colaborat la emisiunile Televiziunii Maghiare. În 1957 a coregizat, împreună cu Tivadar Horváth, primul spectacol de Anul Nou de la Televiziunea Maghiară.

## Familia
Provenea dintr-o familie de evrei. Tatăl său, Titus Várkonyi (1882–1954), era jurnalist, iar mama lui, Julianna Grosz, era croitoreasă. A avut o soră pe nume Noémi Apor (inițial Noémi Várkonyi). Zoltán Várkonyi s-a căsătorit pentru prima dată pe 23 martie 1935 cu o colegă de clasă, actrița Dora Fáykiss, la un an de la absolvirea academiei. Cu toate acestea, relația lor s-a încheiat în 1945 prin divorț. În 1946 s-a căsătorit pentru a doua oară cu actrița Vera Szemere. În anul următor, pe 20 iulie 1947, s-a născut fiul lor, Gábor Várkonyi, regizor, scenarist și producător. Fiul său s-a căsătorit cu Éva Farkas, cu care a avut un copil pe nume Gáspár (n. 1974), născut în ultimii ani de viață ai bunicului său. Éva și Gáspár Várkonyi decernează anual premiul memorial Zoltán Várkonyi, creat de văduva acestuia în 1984.

## Activitatea teatrală
Potrivit evidențelor teatrale a jucat în 43 de piese de teatru și a regizat 69 de spectacole.

### Actor
- Sofocle: Antigona (Szolga)
- Goldoni: A hazug (Zay)

* Két úr szolgája (Pincér)
- Ibsen: Kísértetek (Osvald)

* Solness építőmester (Brovik Ragnar)
* A tenger asszonya (Lyngstrand)
* Peer Gynt (Husszein, A sovány)
* Rosmersholm (Rosmer János)
- Schiller: Stuart Mária (Bellievre gróf)

* Wilhelm Tell (Harras Rudolf)
- Shakespeare: Macbeth (Hírnök)

* Antonius és Cleopátra (Szolga Pompejusnál)
* Regele Lear (Osvald)
* Cum vă place (Oliver)
* Îmblânzirea scorpiei (Biondello)
* Furtuna (Antonio)
* Neguțătorul din Veneția (Arragoni herceg)
* Mult zgomot pentru nimic (Don John)
* Romeo și Julieta (Péter)
* Visul unei nopți de vară (Ösztövér)
* Hamlet (Hamlet)
* Richard al III-lea (Lord Stanley)
* A douăsprezecea noapte (A bolond)
* Othello (A velencei dózse)
* Minden jó, ha jó a vége (A francia király)
- Madách: Tragedia omului (primarul din Atena, tiszt, I.tanuló)
- Mikszáth–Siklóssy: Akli Miklós (baronul Nopcsa)
- Katona: Bánk bán (Sólom mester)
- Kacsóh Pongrác: János vitéz (Egy tábornok)
- Vörösmarty: Csongor és Tünde (Berreh)
- Goethe: Faust (Wagner)
- Molière:Az úrhatnám polgár (Vívómester)

* Kényeskedők (Mascarille)
* A képzelt beteg (Kólikácius Tamás)
- Pirandello: IV.Henrik (IV. Henrik)
- Shaw: Szent Johanna (Dauphin)
- Agatha Christie: Tíz kicsi néger (Lombard kapitány)
- Dostoievski: Crimă și pedeapsă (Raskolnikov)
- Kesselring: Arzén és levendula (Mortimer Brewster)
- Maksim Gorki: Ellenségek (Nyikolaj Szkrobotov)
- Gogol: A revizor (Hlesztakov)
- Rostand: Cyrano de Bergerac (Cyrano)
- Németh: Galilei (Sinceri)
- Molnár: Az ördög (Az ördög)
- Dürrenmatt: A fizikusok (Möbius)
- Cehov: Ványa bácsi (Szerebrjakov)
- István Eörsi: Széchenyi és az árnyak (Gróf Széchenyi István)
- Jean Giraudoux: Război cu Troia nu se face (Hektór)

### Regizor
- Shakespeare: Îmblânzirea scorpiei

* Romeo și Julieta
* Totul e bine când se termină cu bine
- Dostoievski: Crimă și pedeapsă
- Szigligeti: II. Rákóczi Ferenc fogságban
- Molière: A képzelt beteg
- Ignác Nagy: Tisztújítás
- Shaw: Candida
- László Németh: A két Bolyai
- Gogol: Revizorul
- Miller: Vrăjitoarele din Salem
- Molnár: A testőr
- Feydeau: Egy hölgy a Maximból
- Simon: Furcsa pár
- Ibsen: Solness építőmester
- Szakonyi: Adáshiba
- Coward: Vidám kísértet
- Pirandello: IV.Henrik
- Örkény: Vérrokonok

*  Pisti a vérzivatarban
- Jean Giraudoux: Război cu Troia nu se face (1946, Művész Színház)

### Dramatizări
- Hat hét boldogság (1939)
- Azért is maradok (1944) - împreună cu István Békeffi, Bíró Lajos nyomán
- Forró mezők (1948) - după Zsigmond Móricz
- Nyugati övezet (1951)
- Dandin György, avagy a megcsúfolt férj (1955) - împreună cu Tamás Fejér, după traducerea lui Gyula Illyés a piesei lui Molière
- Három csillag (1960)

## Filmografie

### Actor

#### Filme
- 1934 Meseautó
- 1935 Az új földesúr
- 1935 Barátságos arcot kérek
- 1937 A titokzatos idegen
- 1937 Az én lányom nem olyan
- 1938 Döntő pillanat
- 1938 A Varieté csillagai
- 1938 Rozmaring
- 1938 Pusztai királykisasszony
- 1938 Diamantele negre (Fekete gyémántok), rol: un miner
- 1939 Tökéletes férfi
- 1940 Gül Baba
- 1940 Zavaros éjszaka
- 1940 Vissza az úton
- 1940 Elkésett levél
- 1942 Szerető fia, Péter
- 1944 Kétszer kettő
- 1945 A tanítónő
- 1945 Aranyóra
- 1948 Tűz
- 1948 Forró mezők
- 1951 Nyugati övezet
- 1952 Erkel,  regia Márton Keleti
- 1953 A harag napja
- 1953 Föltámadott a tenger
- 1954 Életjel
- 1955 Dandin György, avagy a megcsúfolt férj
- 1956 12 rezultate exacte (Mese a 12 találatról)
- 1958 Vasvirág
- 1958 Don Juan legutolsó kalandja
- 1959 Pár lépés a határ
- 1960 Három csillag
- 1962 Povestea unei nopți stranii (Az utolsó vacsora)
- 1963 Întuneric în plină zi (Nappali sötétség)
- 1963 Hattyúdal
- 1963 Foto Háber (Fotó Háber)
- 1964 Ha egyszer húsz év múlva
- 1965 Fiii omului cu inima de piatră (A kőszívű ember fiai)
- 1965 Lumină după jaluzele (Fény a redőny mögött)
- 1965 Povestea prostiei mele (Butaságom története)
- 1966 Sellő a pecsétgyűrűn
- 1966 Minden kezdet nehéz
- 1966 Un nabab maghiar (Egy magyar nábob), rol: Maszlaczky
- 1966 Kárpáthy Zoltán
- 1967 Studiu despre femei (Tanulmány a nőkről), regia Márton Keleti
- 1967 A százegyedik szenátor
- 1967 Fiúk a térről
- 1968 Stelele din Eger (Egri csillagok)
- 1968 Az aranykesztyű lovagjai
- 1969 Történelmi magánügyek
- 1969 Naphosszat a fákon
- 1969 Bűbájosok
- 1971 Reménykedők
- 1977 Diamantele negre (Fekete gyémántok), rol: Riccone (nemenționat)

#### Filme de televiziune
- Honfoglalás 1-3. (1963)
- Oly korban éltünk (1967)
- Régi nyár (1969)
- Vivát, Benyovszky! 1-13. (1975)

### Regizor
- 1951: Nyugati övezet
- 1953: A harag napja
- 1954: Simon Menyhért születése (împreună cu Károly Makk)
- 1955: Különös ismertetőjel

*  Dandin György, avagy a megcsúfolt férj
- 1956: Keserű igazság (difuzat peste câțiva ani)
- 1958 Idolul de sare (Sóbálvány)

*  Papucs
- 1959: Sakknovella

*  Merénylet
- 1960: Csutak és a szürke ló
- 1961: A szerző ma meghal
- 1962: Povestea unei nopți stranii (Az utolsó vacsora)
- 1963 Foto Háber (Fotó Háber)

* A lóvátett város 
- 1964: Világos feladja
- 1965 Fiii omului cu inima de piatră (A kőszívű ember fiai)
- 1966 Un nabab maghiar (Egy magyar nábob)

* Kárpáthy Zoltán
- 1968 Stelele din Eger (Egri csillagok)
- 1969: Olykor a hegedű is

* Én nem hiszem, hogy normális vagyok! (Kibédi-show)
* Naphosszat a fákon
- 1970: Szemtől szemben

* Hálóban
- 1972: Emberrablás magyar módra
- 1973: Ártatlan gyilkosok
- 1977 Diamantele negre (Fekete gyémántok)

## Premii și distincții
- Premiul Kossuth (1953, 1956)
- Artist emerit (1955)
- Maestru al artei (1962)
- Cetățean de onoare al sectorului II al Budapestei (2014) /postum/[14]

## Premiul memorial Zoltán Várkonyi

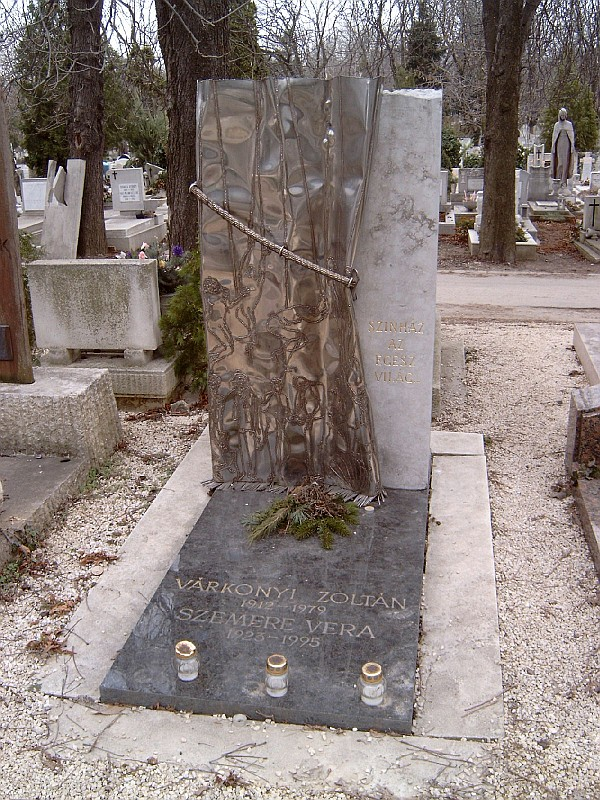
Mormântul lui Zoltán Várkonyi și Vera Szemere la Budapesta. Cimitirul Farkasréti: 25-1-59. Monument creat de Imre Varga.

Premiul a fost fondat în 1984 de văduva lui, Vera Szemere, fiind acordat în fiecare an unuia dintre artiștii Teatrului de Comedie din Budapesta. El este înmânat de Gáspár Várkonyi, nepotul lui Zoltán Várkonyi.